# Пенсанйоки
Пенсанйоки — река в России, протекает по территории Суоярвского района Карелии.

## Физико-географическая характеристика
Исток — озеро Сариярви, через которое протекает река Лоймоланйоки (таким образом озеро имеет сток и в систему Уксунйоки, и в систему Тулемайоки). Устье реки находится в 34 км от устья реки Уксунйоки по левому берегу. Длина реки — 29 км, площадь водосборного бассейна — 211 км².
К бассейну Пенсанйоки относятся озера Суури-Кяппяярви и Кяснясенъярви.

## Данные водного реестра
По данным государственного водного реестра России относится к Балтийскому бассейновому округу, водохозяйственный участок реки — Водные объекты бассейна оз. Ладожское без рр. Волхов, Свирь и Сясь, речной подбассейн реки — Нева и реки бассейна Ладожского озера (без подбассейна Свирь и Волхов, российская часть бассейнов). Относится к речному бассейну реки Нева (включая бассейны рек Онежского и Ладожского озера).
Код объекта в государственном водном реестре — 01040300212102000011280.

## Фотографии
|  |  |